# Guido Vinck
Guido Vinck is een Belgisch visser.

## Levensloop
Vinck begon op zesjarige leeftijd met vissen.
Van 1970 tot 1990 was hij onafgebroken Belgisch kampioen casting. Daarnaast werd hij eenmaal Europees en zevenmaal wereldkampioen in deze sport. Ook won hij goud (accuracy Arenberg) op de wereldspelen van 1981.